# Wiktor Kowałenko
Wiktor Wiktorowycz Kowałenko, ukr. Віктор Вікторович Коваленко (ur. 14 lutego 1996 w Chersoniu) – ukraiński piłkarz grający na pozycji pomocnika.

## Kariera piłkarska

### Kariera klubowa
Wychowanek Szachtara Donieck, barwy którego bronił w juniorskich mistrzostwach Ukrainy (DJuFL). Pierwszy trener Wołodymyr Wołodin (DJuSSz Chersoń). Karierę piłkarską rozpoczął 9 marca 2013 w drużynie rezerw Szachtara, a 28 lutego 2015 debiutował w podstawowym składzie w meczu z Worskłą Połtawa.

### Kariera reprezentacyjna
Występował w juniorskich reprezentacjach U-17 i U-19 oraz młodzieżowej reprezentacji Ukrainy. 24 marca 2016 debiutował w narodowej reprezentacji Ukrainy w wygranym 1:0 meczu z Cyprem.

## Sukcesy i odznaczenia

### Sukcesy klubowe
Szachtar Donieck
- finalista Ligi Młodzieżowej UEFA: 2015
- wicemistrz Ukrainy: 2015

### Sukcesy reprezentacyjne
- 1/8 finalista Mistrzostw Świata U-20: 2015

### Sukcesy indywidualne
- król strzelców Mistrzostw Świata U-20: 2015 (5 goli)